# Baywatch - Matrimonio alle Hawaii
Baywatch: Matrimonio alle Hawaii (Baywatch: Hawaiian Wedding) è un film per la televisione del 2003, nato come episodio speciale conclusivo della popolare serie televisiva Baywatch.

## Produzione
A seguito della decisione di abbandonare la serie fatta da David Hasselhoff, gli sceneggiatori decisero di far morire il suo personaggio Mitch Buchannon al termine della decima stagione. La serie è poi proseguita un altro anno con l'undicesima stagione, mai trasmessa in Italia, in cui vengono introdotti numerosi personaggi fra cui il capo bagnino Sean Monroe (Jason Brooks) e la sua collega Leigh Dyer (Brande Roderick). I nuovi personaggi non incontrano il favore del pubblico, e la serie non viene rinnovata per una dodicesima stagione, terminando quindi con un finale reputato deludente dai fan. Per questo motivo fu deciso di produrre un film per dare un finale diverso, facendo ritornare il personaggio di Mitch Buchannon e altri personaggi delle vecchie serie.

## Trama
A Baywatch, insieme al Tenente Taylor Walch sono tornati Summer Quinn (dalla legione straniera), Neely Capshaw (dopo essere stata licenziata da Baywatch, per poi essere riassunta qualche anno dopo), J.D. Darius (tornato da Baywatch Hawaii) con Leigh Dyer, e Hobie Buchannon (dopo aver finito di frequentare il college). Mitch Buchannon non è morto nell'esplosione avvenuta al termine della decima stagione della serie (dove viene ritrovata solo una parte della muta da sub che indossava), ma sopravvissuto, è tornato a Los Angeles, dove instaura una relazione sentimentale con Allison Ford, molto somigliante al Tenente Stephanie Holden (infatti sono interpretate entrambe da Alexandra Paul), morta nella settima stagione.
Mitch chiede ad Allison di sposarlo, ignaro che in realtà, il loro incontro è un grande piano architettato da un vecchio nemico di Mitch, Mason Sato (Cary-Hiroyuki Tagawa) che vuole vendicarsi del guardaspiaggia. Nel frattempo C.J. Parker ha aperto un meraviglioso locale alle Hawaii il "C.J.'s Baywatch " e invita Mitch ed Allison a celebrare la loro festa di fidanzamento nel suo locale. Lani McKenzie lavora come ballerina nel locale di C.J. e le due ragazze incontrano John D. Cort e Eddy Kramer. Cort non ha perso fortunatamente del tutto la vista a causa della sua malattia, ma miracolosamente si è stabilizzata, mentre Eddie si è separato da Shauni McClain.
Kekoa Tanaka e Jason Ioane fanno ancora parte della squadra "Baywatch Hawaii" e si frequentano dopo la rottura del fidanzamento con J.D. che invece ora frequenta Leigh. Quando J.D. e Leigh ritornano alle Hawaii qualcosa nei sentimenti tra i due e tra Jason e Kekoa cambia. Anche Neely arriva alle Hawaii, non come invitata, ma per fermare il matrimonio visto la sua scarsa fiducia verso Allison. Neely chiede aiuto a Caroline Holden, sorella di Stephanie, che nel frattempo è diventata un'attrice.